# (S)-3-ヒドロキシ酸エステルデヒドロゲナーゼ
(S)-3-ヒドロキシ酸エステルデヒドロゲナーゼ（(S)-3-hydroxyacid-ester dehydrogenase）は、次の化学反応を触媒する酸化還元酵素である。
(S)-3-ヒドロキシヘキサン酸エチル + NADP+ {\displaystyle \rightleftharpoons } 3-オキソヘキサン酸エチル + NADPH + H+
すなわち、この酵素の基質は(S)-3-ヒドロキシヘキサン酸エチルとNADP+、生成物は3-オキソヘキサン酸エチルとNADPHとH+である。
組織名はethyl-(S)-3-hydroxyhexanoate:NADP+ 3-oxidoreductaseで、別名に3-oxo ester (S)-reductaseがある。